# 南楼山
南楼山位于吉林省吉林市中部，永吉县与桦甸市交界处；主峰海拔1404.8米，为吉林市最高点。

## 自然地理
南楼山位于永吉县、桦甸市之间，山体呈南-北走向，方圆约20平方公里，属于吉林哈达岭山脉。主峰海拔1404.8米，与西麓3.5公里的坦青阳沟屯相对高度843米。山顶端有250平方米的平地。以主峰为中点向四周延伸有四道山脊。山顶、山下部坡度较平缓，约20至26度；山腰部较陡。
山体主要岩性为花岗岩，表层为中性灰棕壤，分枯枝落叶层、砂壤土和砾土。山体下部无霜期约120至125天。山上林木较茂密，为针阔混交天然次生林，主要树种有柞树、杨树、桦树、松树等；山脚下沟谷中多杂树、灌木。山菜较多；榛蘑、松蘑、苕帚蘑、榆蘑等分布广、产量较大；中草药材有刺五加、五味子、细辛、桔梗等。山上早年熊、野猪等大型野生动物较多；山兔、刺猬、黄鼬、紫貂等野生小动物和啄木鸟、鹌鹑、山雀等飞禽广泛分布。
南楼山区域有一系列陆相火山岩地层。1970年代，吉林省地质局吉林地质大队七分队将其划为南楼山组；1988年，吉林省地质矿产局张德英、高殿生等推断其时代为晚三叠世；2011年通过同位素测定，确定其时代为早侏罗世。

## 旅游景点
南楼山西北侧即是北大壶滑雪场，是2007年亚洲冬季运动会的雪上项目举办场地；2018年冬季时雪道更直接延伸至南楼山顶。东南侧则为桦甸市的南楼山风景区，是肇大鸡山国家森林公园的一部分，为国家AAA级景区。南楼山地区尚有群龟戏水、人面石、不老泉等小型景点。